# چرخ‌آب‌ها
چرخ‌آب‌ها (نام علمی: Aldrovanda) نام یک سرده از خانواده ژاله‌پوشان است.